# Lennart Torstenson
Lennart Torstenson (Forstena, 17 agosto 1603 – Stoccolma, 7 aprile 1651) è stato un ufficiale e ingegnere militare svedese.
Ebbe un ruolo chiave nella Guerra dei trent'anni, nella quale contribuì grandemente alla vittoria della Svezia.

## Giovinezza e prime esperienze militari
Torstenson nacque a Forstena, nella regione del Västergötland, nella Svezia meridionale. I suoi genitori erano Märta Nilsdotter Posse e Torsten Lennartson, signore di Forstena, un tempo comandante della fortezza di Älvsborg, e sostenitore del re Sigismondo, detronizzato nel 1599 dal duca Carlo. I genitori di Lennart, nel 1603, anno della sua nascita, furono costretti a fuggire dal paese proprio a causa della dichiarata lealtà del padre al deposto Sigismondo, e Lennart fu lasciato alle cure di parenti; suo padre rientrò in Svezia solo vent'anni dopo. Lo zio paterno di Lennart, Anders Lennartsson, alto Connestabile di Svezia, era benvoluto dal nuovo re Carlo, ma cadde nella battaglia di Kirkholma del 1605.
All'età di quindici anni Lennart divenne paggio del giovane re Gustavo Adolfo, e gli fu concesso di assistere alla guerra tra Svezia e Polonia per il possesso della Livonia, dal 1620 al 1622, e in particolare alla presa di Riga del 1621; in seguito, all'età di vent'anni, egli intraprese un lungo viaggio allo scopo di conoscere i paesi stranieri.
Nel gennaio del 1626 Lennart partecipò come portabandiera alla battaglia di Wallhof (dove gli svedesi, forti di 1.000 fanti, 2.100 cavalieri e 6 cannoni, sconfissero 2.000 polacchi con 3 cannoni, procurando al nemico 1.150 perdite senza subirne praticamente nessuna) e prese parte alla campagna in Prussia del 1628-1629. Secondo la tradizione, durante una battaglia Gustavo Adolfo ordinò a Torstenson di consegnare un ordine ad un ufficiale; lungo il percorso, egli si rese conto che il nemico aveva cambiato la disposizione delle proprie forze, e modificò di conseguenza l'ordine. Al suo ritorno, il re si accorse del cambiamento, e quando Torstenson gli comunicò la sua variazione dell'ordine, Gustavo alzò la mano, ma in seguito cambiò idea e disse: "Lennart, questo avrebbe potuto costarvi la vita, ma forse sareste più adatto come generale che come paggio di corte".

## Guerra dei trent'anni
Nel 1629 Lennart fu posto al comando dell'artiglieria svedese, e sbarcò in Germania assieme al resto dell'esercito quando Gustavo Adolfo intraprese l'invasione del Sacro Romano Impero (vedi la fase svedese della Guerra dei trent'anni); grazie al suo ruolo poté contribuire efficacemente alle vittorie riportate dagli svedesi nelle battaglie di Breitenfeld (26.000 svedesi e 18.000 sassoni, che però disertarono all'inizio della battaglia, con 30 cannoni opposti a 30.000 imperiali con 40 cannoni) e di Rain (40.000 svedesi contro 25.000 imperiali). Nel corso dello stesso anno, fu fatto prigioniero dalle truppe imperiali durante la battaglia dell'Alte Veste (46.000 svedesi contro 40.000 imperiali), e trattenuto per quasi un anno ad Ingolstadt; ritornato al servizio dell'esercito svedese, si distinse nel corso della battaglia di Wittstock (16.000 svedesi contro 19.000 imperiali), al comando di Johan Banér, e nel corso della strenua difesa delle basi svedesi in Pomerania nel 1637-1638. Partecipò inoltre alla battaglia di Chemnitz (20.000 svedesi contro 8.000 imperiali), e alla puntata svedese in Boemia del 1639. Nel 1641, tuttavia, fu costretto a rientrare in patria, a causa delle cattive condizioni di salute derivategli dall'anno di prigionia; qui entrò a far parte del Consiglio Privato di Svezia.
L'improvvisa morte di Banér nel maggio del 1641 costrinse Lennart a ritornare in Germania, dove gli fu conferito il titolo di feldmaresciallo e assunse il grado di Generalissimo delle forze svedesi e Governatore Generale della Pomerania. Egli passò subito all'offensiva, marciando attraverso il Brandeburgo e la Slesia fino alla Moravia, catturando la maggior parte delle fortezze avversarie lungo il percorso; il tentativo delle forze imperiali di recuperare le posizioni perdute venne stroncato nella seconda battaglia di Breitenfeld del 2 novembre 1642, dove Torstenson (al comando di 15.000 svedesi) distrusse quasi completamente le forze nemiche (18.000 imperiali): il bilancio fu di 2.000 morti e 2.000 feriti nelle file svedesi contro 10.000 morti e feriti e 5.000 prigionieri tra gli imperiali.
Nel 1643 egli invase ancora la Moravia, ma dovette accorrere al nord per contrastare l'improvviso attacco portato ai domini svedesi dalla Danimarca; nonostante le difficoltà dovute al predominio dei mari da parte della flotta danese, Torstenson, con il suo fulmineo intervento, paralizzò di fatto le forze di terra danesi, costringendo alla fine il re Cristiano IV di Danimarca a firmare il Trattato di Brömsebro, vantaggioso per la Svezia. Questo conflitto locale, proprio per le incisive azioni di Lennart, prese il nome di guerra di Torstenson e coinvolse 24.600 svedesi, con i loro alleati delle Province Unite, contro 26.000 danesi e 6.000 tedeschi.
Risolto il problema danese, nel 1644 egli condusse ancora una volta le sue truppe in Germania, sconfiggendo gli imperiali nella battaglia di Jüterbog; in novembre penetrò in Boemia (l'esercito svedese, composto da 9.000 cavalieri, 6.000 fanti e 60 cannoni, si trovò a fronteggiare un'armata imperiale che contava 10.000 cavalieri, 5.000 fanti e 26 cannoni, comandata da Melchior von Hatzfeld) e con la grande vittoria riportata 50 km a sud-est di Praga, nella battaglia di Jankov del 6 marzo 1645 (con 4.000-4.500 morti e feriti e altri 4.500 prigionieri, al prezzo di 1.500-2.000 perdite), aprì la strada verso Vienna. Tuttavia le truppe svedesi, nonostante raggiungessero il Danubio, non furono in grado di procedere oltre, e in dicembre Torstenson, afflitto dalla gotta, fu costretto a rinunciare al comando e rientrare in Svezia.
Nel 1647 fu nominato conte di Ortala e, dal 1648 al 1651 fu Governatore Generale delle province svedesi occidentali. Morì a Stoccolma, il 7 aprile 1651; il suo corpo fu sepolto con una solenne cerimonia nella Chiesa di Riddarholmen, dove riposano i grandi personaggi della storia svedese. Torstenson fu certamente uno dei più grandi comandanti della guerra dei trent'anni, distinguendosi soprattutto per la sua conduzione dinamica delle truppe e la rapidità dei suoi spostamenti, nonostante dovesse spesso esercitare il comando da una lettiga, a causa delle sue condizioni di salute; fu inoltre uno dei principali esperti di artiglieria e di ingegneria militare dell'esercito svedese.